# École nationale d'administration pénitentiaire
Pour les articles homonymes, voir ÉNAP.
Ne doit pas être confondu avec École nationale d'administration publique.
L'École nationale d'administration pénitentiaire (Énap) est une école d'application française chargée d'assurer la formation initiale et continue de tous les fonctionnaires de l'administration pénitentiaire. Implantée depuis 2000 à Agen (Lot-et-Garonne), elle a le statut d'établissement public à caractère administratif rattaché au ministère de la Justice.
Outre son activité principale d'enseignement et de formation professionnelle, l'école assure une importante activité de recherche appliquée au champ pénitentiaire et participe à la conservation et à la valorisation du patrimoine et de l'histoire pénitentiaire. 

## Historique
L'Énap est la lointaine héritière du Centre d'études pénitentiaires de Fresnes, créé dans la foulée de la réforme portée en 1945 par Paul Amor et Pierre Cannat pour former les cadres des personnels ayant vocation à rejoindre les établissements réformés.
En 1962 est créée l'École de formation des personnels de l'administration pénitentiaire (EFPAP), installée dans des villages vacance famille en Alsace (à Albé, puis à Obernai). Elle devient par la suite l'École d'administration pénitentiaire (EAP) et occupe à partir d'avril 1965 les locaux d'un ancien centre de jeunes détenus à Sainte-Geneviève-des-Bois, dans l'Essonne, sur le domaine de la maison d'arrêt de Fleury-Mérogis.
L'école est rebaptisée École nationale d'administration pénitentiaire (Énap) par un arrêté du 20 juillet 1977. Au cours des années 1990, la direction de l'administration pénitentiaire (DAP) conçoit la formation des fonctionnaires comme un enjeu majeur et décide la réorganisation structurelle et pédagogique de l'Énap.
Après son installation à Agen en août 2000 et sa transformation en établissement public administratif placé sous la tutelle du garde des Sceaux en décembre 2000, l'Énap augmente ses capacités d'accueil en 2005 avec la création de nouveaux bâtiments. L'un d'eux, d'une superficie de 1 850 m2, est ainsi entièrement affecté à l'enseignement par simulation, nouvelle méthode d'apprentissage des gestes et pratiques professionnels mise en place par la reconstitution rigoureuse des locaux et situation carcérales (ateliers cellulaires, simulation d'accès, etc.).
En octobre 2017, le garde des Sceaux annonce le lancement de travaux d'extension de l'école afin d'accroître sa capacité pédagogique et hôtelière. Le projet, mené par l'Agence publique pour l'immobilier de la justice (APIJ), comprend la construction d'un quatrième village d'hébergement d'une capacité de 898 lits supplémentaires. L'Énap inscrit dans son cahier des charges la recherche d'une haute performance énergétique et environnementale. Le nouveau village, appelé Riac, est inauguré le 26 janvier 2022.
En novembre 2023, le directeur de l'école pointe devant une promotion d'élèves une variété de comportements indécents. En 2024, Mediapart indique que deux plaintes pour « viol » ont été déposées l'année précédente par des élèves femmes dénonçant des agressions commises dans les dortoirs de l’Énap. 

## Organisation
En tant qu'établissement public administratif, l'École nationale d'administration pénitentiaire est administrée par un conseil d'administration et dirigée par un directeur. 

### Directeurs
Le poste de directeur de l'école est actuellement occupé par Sophie Bondil, directrice hors classe des services pénitentiaires, en poste depuis le 5 juillet 2024. Son adjoint est Jean-Philippe Mayol, en poste depuis 2016.  
Elle a successivement été dirigée par :
| Localisation de l'école       | Directeur                | Corps                                               | Début de mandat | Fin de mandat   |
| ----------------------------- | ------------------------ | --------------------------------------------------- | --------------- | --------------- |
| Fresnes (1945-1962)           | Marie-Marguerite Mariani | Directrice des services pénitentiaires              | 1945            |                 |
| Fresnes (1945-1962)           | Hubert Bonaldi           | Directeur des services pénitentiaires               | 1961            | 1962            |
| Albé puis Obernai (1963-1964) | Marcel Vesse             | Directeur des services pénitentiaires               | 1964            |                 |
| Fleury-Mérogis (1965-2000)    | Marcel Vesse             | Directeur des services pénitentiaires               | janvier 1965    | décembre 1976   |
| Fleury-Mérogis (1965-2000)    | Pierre Campinchi         | Directeur des services pénitentiaires               | 1977            | 1984            |
| Fleury-Mérogis (1965-2000)    | Jean-Claude Herenguel    | Directeur des services pénitentiaires               | 1984            | 1987            |
| Fleury-Mérogis (1965-2000)    | Daniel Philippon         | Directeur des services pénitentiaires               | 1987            | 1989            |
| Fleury-Mérogis (1965-2000)    | Dominique Fetrot         | Directeur des services pénitentiaires               | 1989            |                 |
| Fleury-Mérogis (1965-2000)    | Georges Camps            | Directeur des services pénitentiaires               | 1989            | 1995            |
| Fleury-Mérogis (1965-2000)    | Francis Lintaff          | Directeur des services pénitentiaires               | 1995            | 1998            |
| Fleury-Mérogis (1965-2000)    | Patrick Mounaud          | Directeur des services pénitentiaires               | 1998            | 2000            |
| Agen (depuis 2000)            | Patrick Mounaud          | Directeur des services pénitentiaires               | 2000            | 2002            |
| Agen (depuis 2000)            | Georges Vin              | Directeur des services pénitentiaires               | 2002            | 2007            |
| Agen (depuis 2000)            | Valérie Decroix          | Directrice des services pénitentiaires              | 2007            | 2010            |
| Agen (depuis 2000)            | Philippe Astruc          | Magistrat de l'ordre judiciaire                     | 5 juillet 2010  | mars 2011       |
| Agen (depuis 2000)            | Philippe Pottier         | Directeur pénitentiaire d'insertion et de probation | 7 janvier 2013  | 11 février 2016 |
| Agen (depuis 2000)            | Sophie Bleuet            | Directrice des services pénitentiaires              | 11 février 2016 | 14 janvier 2019 |
| Agen (depuis 2000)            | Christophe Millescamps   | Directeur des services pénitentiaires               | 14 janvier 2019 | février 2022    |
| Agen (depuis 2000)            | Sébastien Cauwel         | Administrateur de l'État                            | 28 avril 2022   | 3 avril 2024    |
| Agen (depuis 2000)            | Sophie Bondil            | Directrice des services pénitentiaires              | 5 juillet 2024  | En cours        |

### Présidents du conseil d'administration
Le conseil d'administration de l'école est actuellement présidé par Hélène Cazaux-Charles, avocate générale près la Cour de cassation, conseillère d'État en service extraordinaire et ancienne directrice de l'Institut national des hautes études de la sécurité et de la justice (INHESJ), nommée par décret le 24 juin 2022.
Il a successivement été présidé par :
- Entre 2001 et 2003 : Guy Canivet ;
- Entre 2003 et 2008 : Gilbert Azibert ;
- Entre 2008 et 2011 : Jean-Olivier Viout ;
- Entre 2012 et 2018 : Philippe Lemaire ;
- Entre 2018 et 2022 : Jacques Launay ;
- Depuis le 30 juin 2022 : Hélène Cazaux-Charles.

## Formation

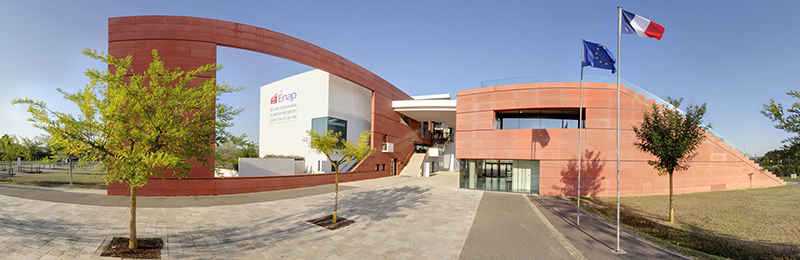
Vue du bâtiment d'enseignement de l'Enap

### Personnels formés
L'École nationale d'administration pénitentiaire forme :
- Les personnels de direction (catégorie A+) : directeurs des services pénitentiaires (DSP) ; formation d'un an et stage d'un an ;
- Les personnels de surveillance (catégories A et B) : surveillants, brigadiers-chefs et officiers ; formation de six mois à un an (suivant le niveau hiérarchique) ;
- Les personnels d'insertion et de probation (catégorie A) : directeurs pénitentiaires d'insertion et de probation (DPIP) et conseillers pénitentiaires d'insertion et de probation (CPIP) ; formation d'un an et stage d'un an ;
- Les personnels administratifs (catégories B et C) : adjoints administratifs (AA) et secrétaires administratifs (SA) ;
- Les personnels techniques (catégories A, B et C) : directeurs techniques, techniciens et adjoints techniques ;
- Les personnels spécialistes : membres des équipes régionales d'intervention et de sécurité (ÉRIS), surveillants chargés des extractions judiciaires (PREJ), formateurs et responsables de formation des personnels, moniteurs de sport ;
- Les moniteurs et moniteurs associés dans différentes spécialités (tir, incendie, secourisme, techniques d'intervention).

Les attachés d'administration, sauf ceux intégrant les greffes pénitentiaires, ne sont pas formés à l'Énap et sont nommés directement dans l'administration pénitentiaire après leur formation par les instituts régionaux d'administration (IRA). Ceux nommés à un poste dans les greffes pénitentiaires suivent une formation non validante dite d'adaptation à la prise de fonction.
Les formations dispensées à l'Énap allient périodes théoriques et stages qui conduisent à faire de la formation pénitentiaire une formation de haut niveau, en vue de l'adapter aux nouveaux enjeux européens des Règles pénitentiaires européennes (RPE).

### Classe préparatoire
En tant qu'école du service public, l'Énap comprend depuis 2021 d'une classe préparatoire « Talents du service public » (CPT), qui succède à la classe préparatoire intégrée (CPI) existant depuis 2010. Elle permet à un petit nombre d'étudiants ou de demandeurs d'emploi sélectionnés à partir de leurs mérites de bénéficier d'une préparation intensive au concours de directeur des services pénitentiaires (catégorie A+) ainsi qu'aux autres concours de catégorie A et B de l'administration pénitentiaire. Ce dispositif s'inscrit dans le cadre de la politique d'égalité des chances dans l'accès à la haute fonction publique portée par le ministère de la Transformation et de la Fonction publiques.

### Niveau de recrutement
| Niveau          | Personnels de direction, de surveillance et d'insertion et de probation                                                                               | Personnels administratifs          | Personnels techniques |
| --------------- | --- | ---------------------------------- | --------------------- |
| Bac+3           | - Directeurs des services pénitentiaires - Directeur pénitentiaire d'insertion et de probation - Conseiller pénitentiaire d'insertion et de probation | Attaché d'administration (via IRA) | Directeur technique   |
| Bac+2           | Officier Pénitentiaire |                                    |                       |
| Baccalauréat    | Surveillant Pénitentiaire | Secrétaire administratif           | Technicien            |
| DNB / CAP / BEP | |                                    | Adjoint technique     |
| Aucun diplôme   | | Adjoint administratif              |                       |

### Difficultés de recrutement
Selon Émilie Blachère de Paris Match, l'Énap a beaucoup de mal à recruter. Pour cette raison, la note éliminatoire au concours de surveillant pénitentiaire serait seulement de 5/20. L'examen se présente sous la forme d'un questionnaire de culture générale, d'une épreuve sportive, d'un entretien oral et d'une évaluation psychiatrique. Seulement 20 % des inscrits se présentent aux examens, et près de la moitié des personnes admises intègrent l'école. Lors du recrutement, l'administration fait en sorte d'écarter les candidats fichés pour radicalisation djihadiste.

## Campus et infrastructures

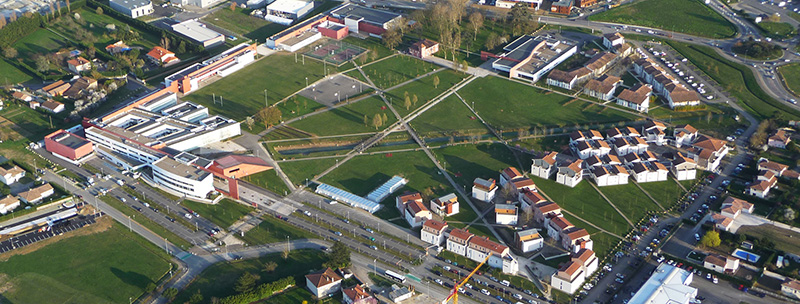
Le campus de l'Énap à Agen (Lot-et-Garonne). Les bâtiments destinés à la formation (amphithéâtres, salles de classe, médiathèque, gymnase, stand de tir, bâtiment de simulation) sont situés à gauche, tandis que les villages d'hébergement sont regroupés à droite.

L'École nationale d'administration pénitentiaire est installée au sud d'Agen, en Lot-et-Garonne. Son campus de 16 hectares comprend de nombreuses installations à destination des élèves :
- Un bâtiment d'enseignement ;
- Trois amphithéâtres ;
- Un bâtiment de simulation ;
- Un stand de tir ;

- Un gymnase doté d'une salle de musculation ;
- Quatre « villages » d'hébergement d'une capacité d'accueil de 2 200 lits ;
- Une médiathèque « Gabriel Tarde », partenaire de la Bibliothèque nationale de France ;
- Un espace mémoriel « Pierre Cannat » ;
- Un espace muséal destiné aux pratiques culturelles en prison « Cannat 2 » ;
- Un centre de ressources sur l'histoire des crimes et des peines (CRHCP) ;
- Un centre interdisciplinaire de recherche appliquée au champ pénitentiaire (CIRAP);
- Un observatoire de la formation.

### Médiathèque Gabriel Tarde
La médiathèque Gabriel Tarde est un outil d'information à disposition des enseignants, chercheurs, élèves et personnels pénitentiaires. Elle assure la gestion et la conservation de ses collections et les met en valeur à travers la constitution de dossiers documentaires, de bibliographies sélectives et de présentation de documents. Elle est divisée en deux parties : 
- Le fonds contemporain, la bibliothèque avec de nombreux rayonnages, des revues, journaux, usuels, etc. On y trouve également des ordinateurs à disposition des élèves.
- Le fonds historique, où se trouve le centre de ressources sur l'histoire des crimes et des peines (CRHCP) avec une bibliothèque spécialisée d'histoire (2 500 documents) qui comporte des ouvrages de référence. Les élèves peuvent également avoir accès aux fonds, mais seulement pour consulter sur place.

Elle a pris le nom de Gabriel Tarde, magistrat criminologue du XIXe siècle, en hommage a la donation de sa bibliothèque personnelle faite à l'Énap en 2002. Ce fonds est venu enrichir le centre de ressources sur l’histoire des crimes et des peines (CRHCP).

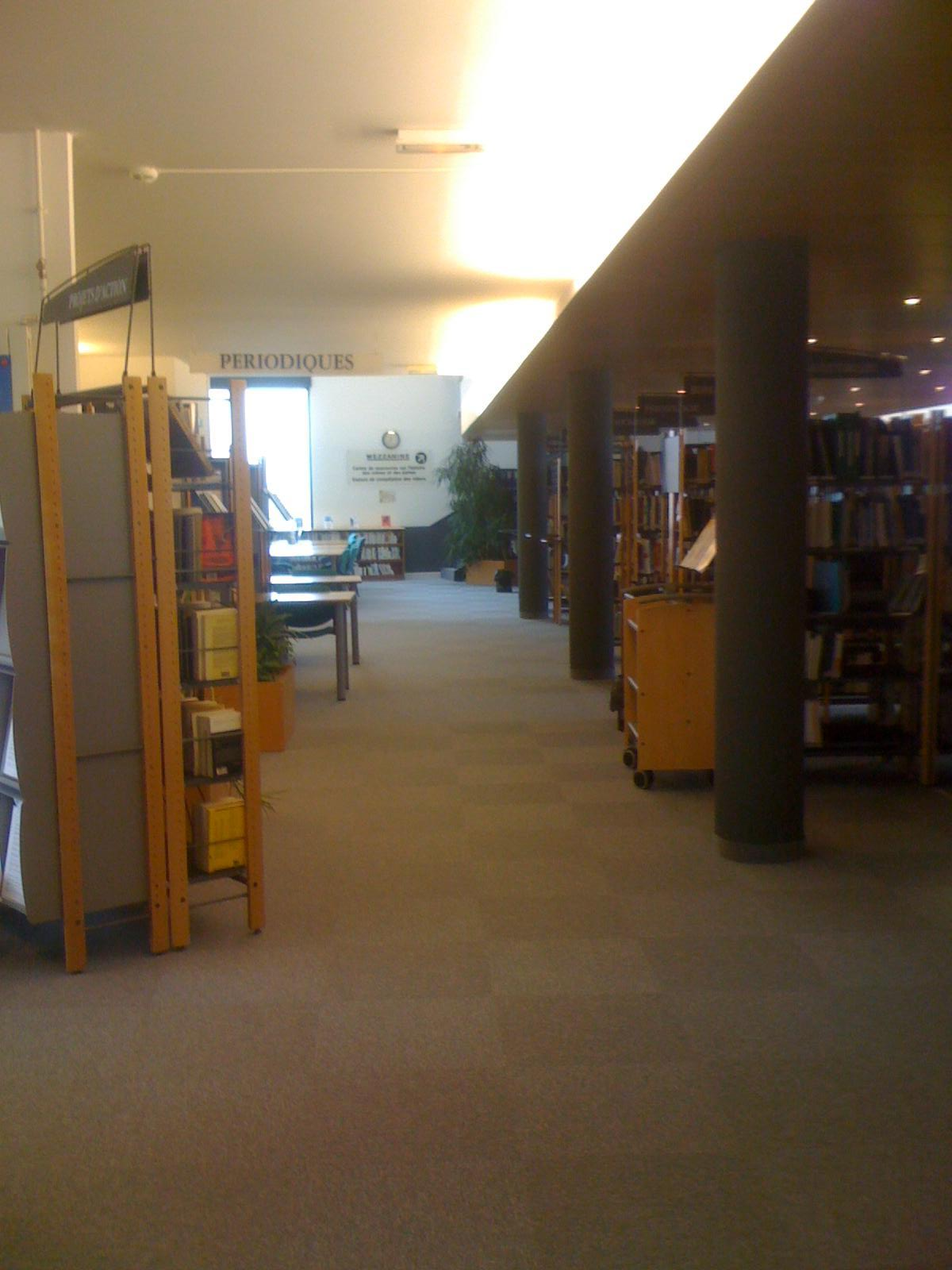
Le fonds contemporain de la médiathèque
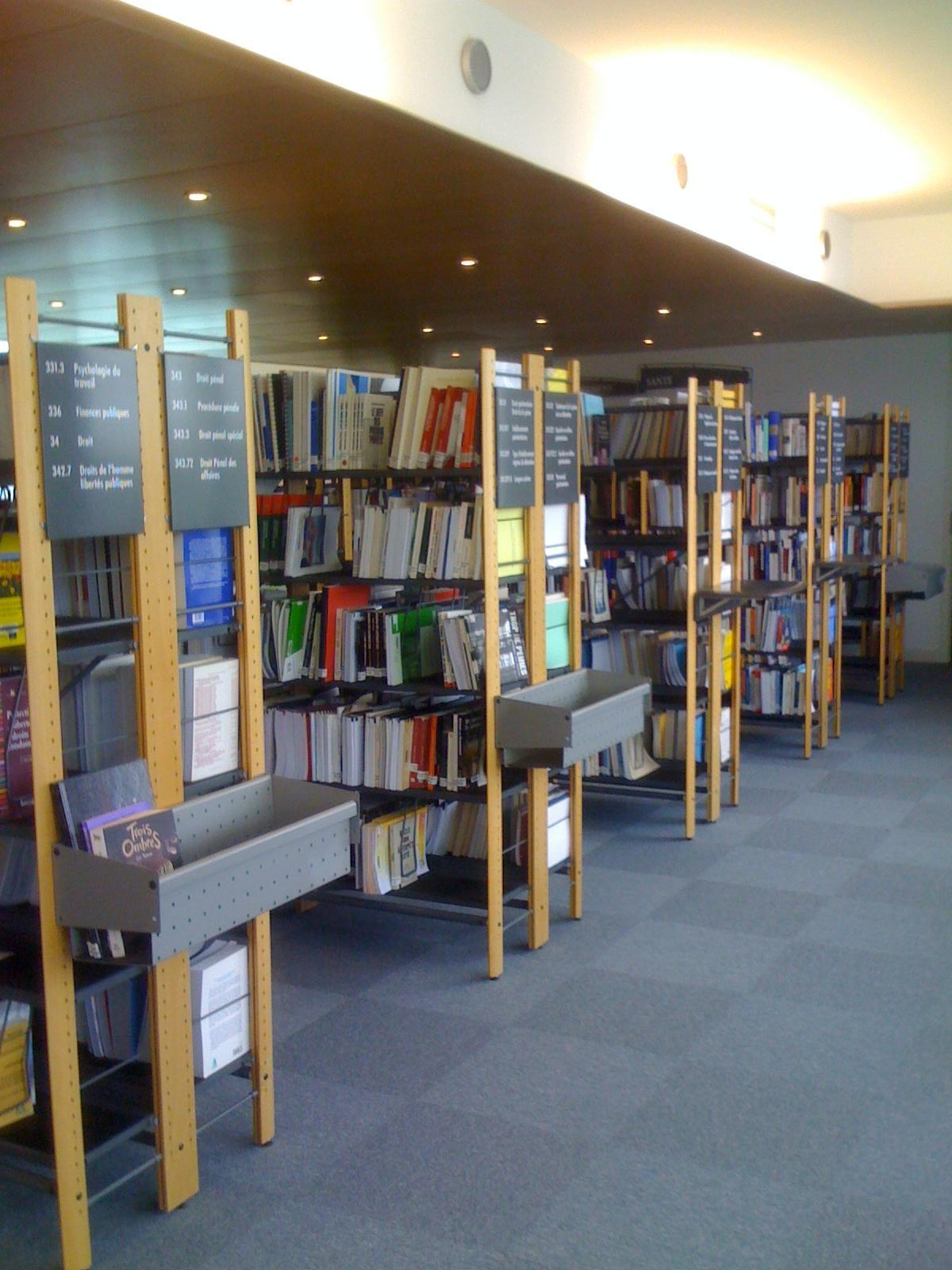
Les rayonnages du fonds contemporain
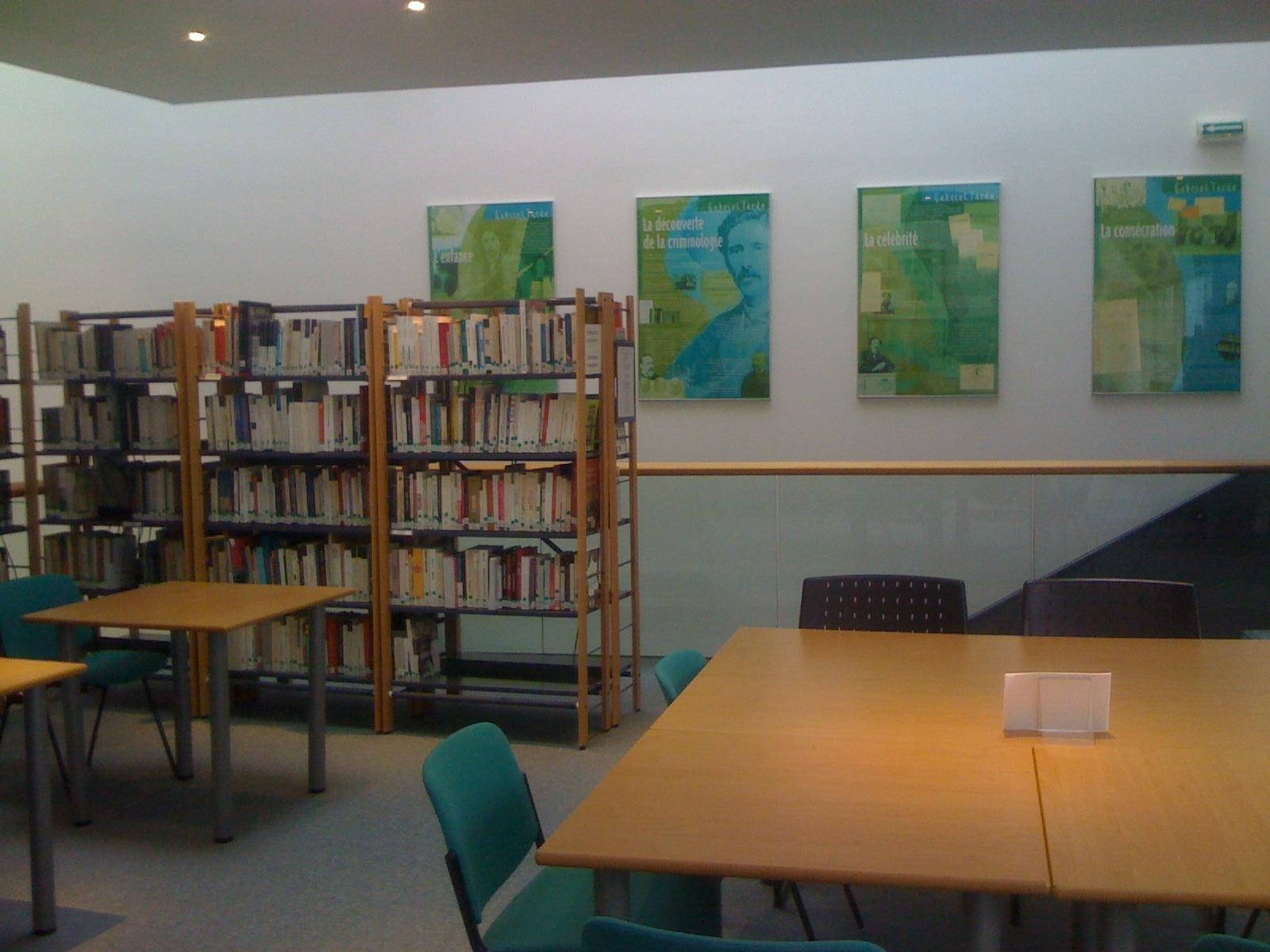
Le fonds historique, appelée la "Mezzanine"

### Centre de ressources sur l'histoire des crimes et des peines
Le Centre de ressources sur l'histoire des crimes et des peines (CRHCP) a été intégré au sein de la médiathèque Gabriel Tarde en septembre 2004. Il rassemble, conserve et met à disposition des publics une documentation rare et peu accessible jusque-là.

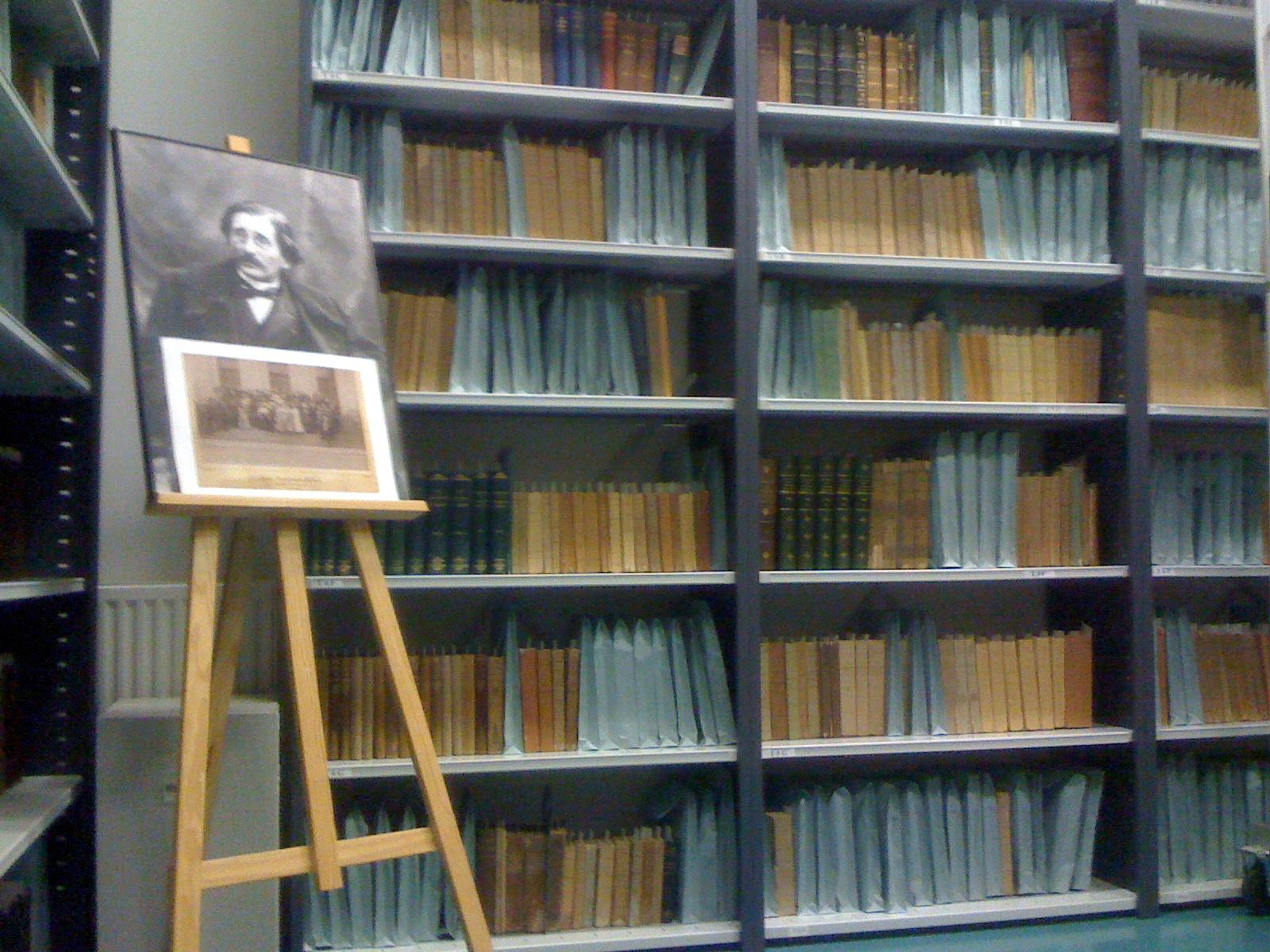
Le fonds Gabriel Tarde

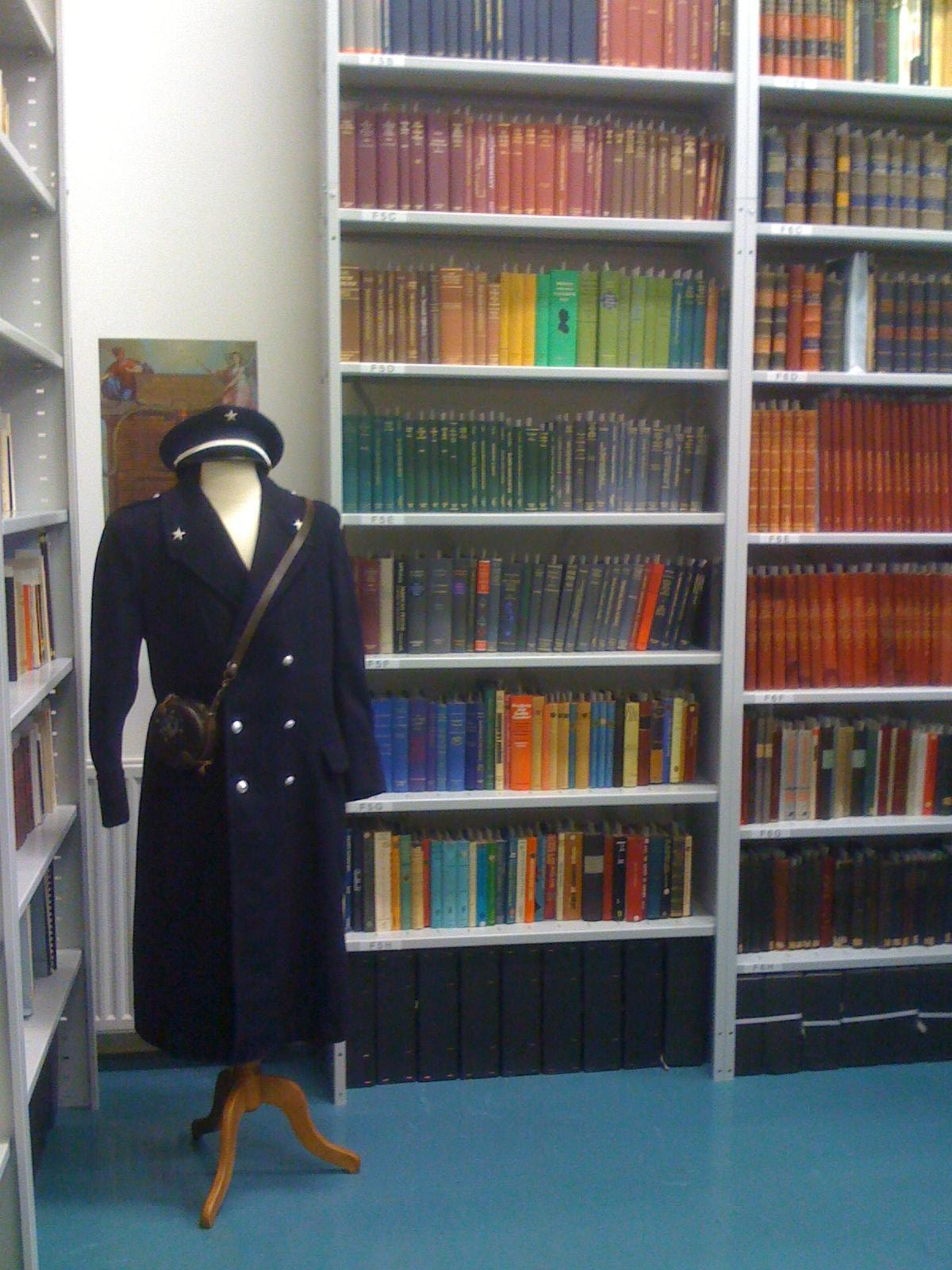
On trouve dans le fonds Fontainebleau un uniforme de personnel pénitentiaire de 1966

La vocation de ce centre est de faciliter l'étude et l'essor des recherches sur l'histoire des crimes et des peines, en développant six grands thèmes :
- Histoire de l'administration pénitentiaire, des prisons et des bagnes ;
- Histoire de la criminologie ;
- Histoire de la psychiatrie criminelle ;
- Histoire de la justice pénale ;
- Histoire de la jeunesse délinquante ;
- Histoire des représentations du crime et du criminel (médias, littérature, arts, etc.).

Les collections du CRHCP comptent plus de 15 000 documents, datant du XVIIe au XXe siècle, d'origines différentes répartis dans quatre fonds principaux :
- Le fonds Tarde ou la bibliothèque personnelle du criminologue, qui contient près de 3 000 documents dont de nombreux exemplaires dédicacés et annotés par Gabriel Tarde ;
- Le fonds Fontainebleau, qui contient de nombreux documents sur, entre autres, l'histoire pénale et pénitentiaire en France et à l’étranger. Elles représentent plus de 10 000 documents, souvent originaux, en français et en anglais essentiellement, couvrant une période de trois siècles d’histoire (XIIe- XXe siècles). Ils ont été transférés à Agen du centre de documentation historique du musée national des prisons à Fontainebleau. L'idée de constituer une bibliothèque de référence est née de la volonté initiale de la direction de l'Administration pénitentiaire, en 2000, de rattacher à l'Énap le centre de documentation historique du musée national des prisons à Fontainebleau.
- Le fonds Auch, fonds d'ouvrages anciens de l'hôpital spécialisé d'Auch a été versé à l'Énap en 2002. Ce fonds comprend 1 000 documents du XVIe siècle à nos jours sur la psychologie, la médecine légale, la délinquance juvénile et la médecine générale.
- En juin 2003, l'Énap a accepté la donation de Jean Dublineau, psychiatre, chef des hôpitaux de Paris en poste au centre national d'observation de Fresnes de 1937 à 1975, qui est principalement constitué de revues des années 1930 à nos jours qui concernent notamment la psychologie adulte et la délinquance juvénile.

Le centre de ressources propose également, en accès libre, une bibliothèque spécialisée d'histoire (2 500 documents), qui comporte des ouvrages de référence contemporains sur les systèmes pénitentiaires, la criminologie, la psychiatrie criminelle, la justice pénale et les procès célèbres, le crime et le criminel dans les médias (faits-divers) et la littérature ainsi que des publications récentes d'historiens sur ces thèmes.
Depuis juin 2007, une bibliothèque numérique régulièrement mise à jour (37 000 documents à ce jour), permet d’accéder directement et gratuitement aux collections numérisées du CRHCP des XVIIe et XXe siècles (articles, ouvrages, gravures, plans et cartes, photographies, etc.). Une partie de la bibliothèque numérique est également accessible à partir de Gallica (BnF).

## Galerie photos

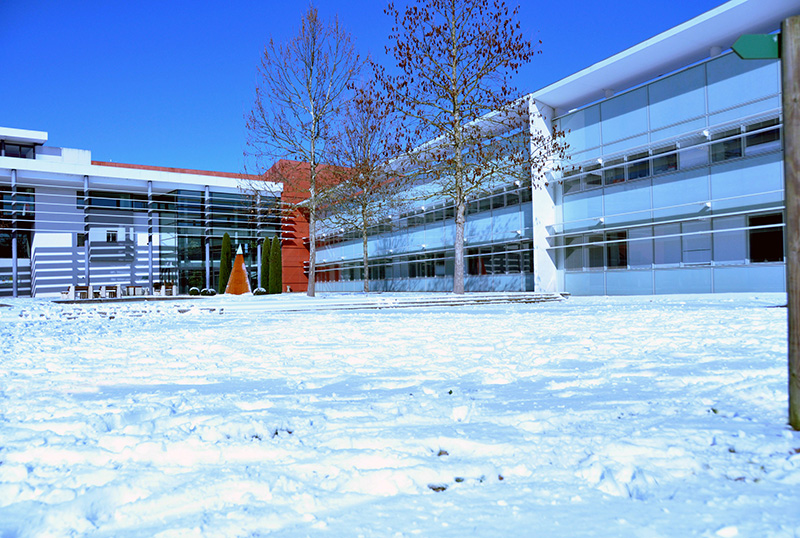
L'Énap sous la neige à l'hiver 2012.
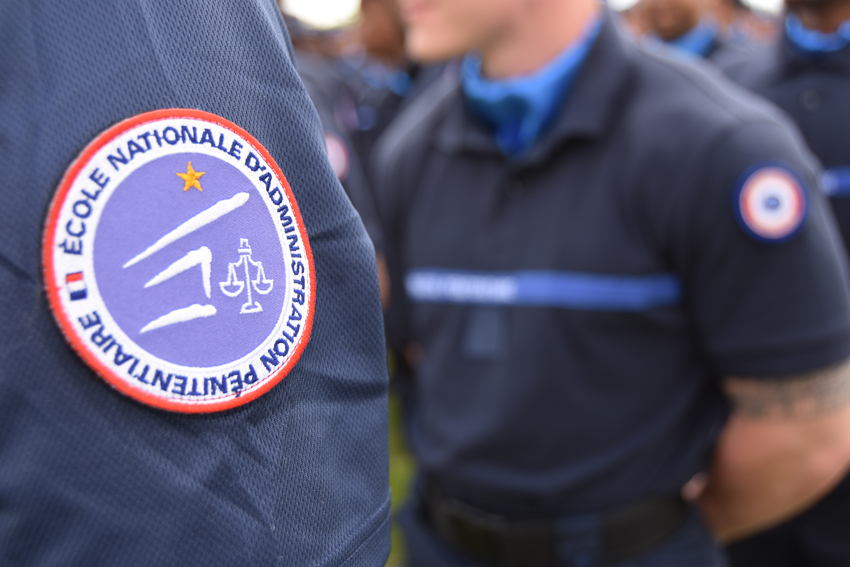
L'écusson de l'Énap.

## Événements
L'École nationale d'administration pénitentiaire participe à certains événements organisés au niveau local ou national :
- Défilé du 14 juillet à Paris (depuis 2016) et à Agen ;
- Animations culturelles tout au long de l'année, dont les 20 ans des services pénitentiaires d'insertion et de probation (SPIP) en 2019 ;
- Colloque des 10 ans de la loi pénitentiaire.

| défilé du 14 juillet sur les Champs, détachement de l'administration pénitentiaire devant, Arc de triomphe au fond |
| Le détachement de l'administration pénitentiaire au défilé du 14 juillet 2019 à Paris                              |

| scène de théâtre vue de derrière, six personnes de dos, assises, y prennent la parole       |
| 20 ans des services pénitentiaires d'insertion et de probation au théâtre Ducourneau à Agen |